# Euophrys canariensis
Euophrys canariensis là một loài nhện trong họ Salticidae.
Loài này thuộc chi Euophrys. Euophrys canariensis được J. Denis miêu tả năm 1941.